# Musschia isambertoi
Musschia isambertoi é uma espécie de planta com flor pertencente à família Campanulaceae que é endémica da ilha Deserta Grande, no Arquipélago da Madeira.
A espécie encontra-se em risco iminente de extinção. Um estudo de 2021 detectou apenas 10 indivíduos da espécie, dos quais 9 eram geneticamente idênticos. A herbivoria por cabras ferais é a principal ameaça a M. isambertoi.